# مسجد الجمعة في أغدام
مسجد الجمعة في أغدام (بالأذرية: Cümə məscidi (Ağdam)) - هو مسجد ونصب تذكاري وطني واقع في مقاطعة آغدام.

## تاريخ المسجد
بني مسجد الجمعة في أغدام في 1868-1870 من قبل المهندس المعماري كاربلاي سيفي خان قاراباغي. بني المسجد عندما تحولت مدينة آغدام إلى المركز التجاري في المنطقة.
وكما بنيت مساجد أخرى في بردعة، ومسجد أشاغي غوهار أغا ومسجد الجمعة في مدينة شوشا والمساجد في فضولي بهذا الطراز.
إثناء حرب قرة باغ الأولى دمرت تقريبا كامل آغدام.

مسجد الجمعة هو المسجد الوحيد الباقي في آغدام من بين مباني المدينة.
أدرج مسجد الجمعة في آغدام في قائمة الآثار غير المنقولة لتاريخ الدولة وثقافتها وبموجب قرار مجلس وزراء جمهورية أذربيجان 132 المؤرخ 2 أغسطس 2001.